# Dimetilsulfat
Dimetilsulfat je kemična spojina z formulo (CH3O)2SO2 in molekulsko formulo C2H6O4S. Spada med  korozivne spojine. Prvič je bil odkrit v začetku leta 1800 v nečisti obliki. Claesson je kasneje obširno proučeval njegovo pripravo. Uporablja se v laboratorijih in v tehnologiji za metiliranja karboksilnih kislin, aminov, fenolov in drugih spojin. To je surovina za proizvodnjo kozmetike, barv, droge in agroproduktov.
Je izredno nevarna snov,ki pred zastrupitvijo nima opozorilnih lasnosti. Posledično so ga uporabljali kot bojni strup.

## Ugotovitve o nevarnih lastnostih:
Hlapi te snovi so izjemno nevarni — ni  nobenega opozorilnega vonja ali učinka. Glavobol in omotica sta prva znaka na učinkovanje snovi. Kasneje se pojavijo še bolečine v prsih in oteženo dihanje.  Zaužitje je smrtno nevarno.  Je močno korozivna.  Vnetljiva je v tekočem in plinastem stanju. Povzroča opekline na vsaki tkivu s katerim pride v stik: koža, oči, ledvice, pljuča, dihalni sistem, in centralni živčni sistem. Nekatere raziskava kažejo, povzroča rakasta obolenja odvisno od stopnje in časa izpostavljenosti.  
Študije na živalih so pokazale nastanek lokalnih tumorjev in tumorjev živčnega sistema po izpostavljenosti organizma snovi.
Letalna doza 97ppm/10 min.
Izjemno destruktivna na vsa živa tkiva.

## Ukrepi za prvo pomoč
Vdihovanje
Nujna je ustrezna zaščita reševalca pred vdihovanjem nevarnih hlapov. Pri sumu na zastrupitev oziroma pri zastrupitvi poškodovanca evakuiramo iz kontaminiranega območja na svež zrak, mu zagotovimo osnovne življenjske funkcije, ga zavarujemo pred mrazom ali vročino, takoj pokličemo zdravnika. 
Zaužitje
Usta temeljito izperemo z vodo. Poškodovana oseba naj popije po požirkih 2dl vode, oziroma količino, ki še ne izzove bruhanja. Glede drugih dekontaminacijskih metod (izzivanje bruhanja, aktivno oglje, izpiranje želodca) se moramo posvetovati z zdravnikom.Osebi z motnjo zavesti, hudimi bolečinami v prsnem košu in trebuhu, pri bruhanju ali če ne more požirati ne smemo dati ničesar piti. v nobenem primeru ne smemo namenoma izzivati bruhanja niti uporabiti nevtralizacijskih sredstev.
Stik s kožo in očmi
Kožo izpiramo z oblico vode najmanj 20 minut. Morebitne trde delce kemikalije odstranimo s kože pred začetkom izpiranja. Odstranimo tudi kontaminirano obleko. Pazimo, da ne kontaminiramo še nepoškodovanih delov kože.

## Ukrepi ob požaru:
Posebne nevarnosti
Temperatura samovžiga je 188oC. Vnetljiva tekočina in hlapi. Zmerna nevarnost vžiga pri izpostavljenosti toploti ali plamenu. 
Pri segrevanju nad 88oC se začnejo hlapi mešati z zrakom v vnetljivo zmes.
Primerna sredstva za gašenje
Gasimo z velikimi količinami vode, prahom ali ogljikovim dioksidom. Z vodo hladimo vsebnike, ki so izpostavljeni toploti, da zmanjšamo možnost eksplozije.
Posebna zaščitna oprema za gasilce
V primeru požara morajo gasilci in reševalci uporabljati popolno zaščitno obleko, dihalno masko, ki pokrije celoten obraz in dihalni aparat z zunanjim dovajanjem zraka. Požar se omejuje z vodo, hladiti vsebnike nevarne snovi z vodo. Če je možno ne izpirati nevarne snovi, da se jo lahko kasneje varno odstrani.

## Ukrepi ob nezgodnih izpustih
Previdnostni ukrepi, ki se nanašajo na ljudi
- Zaščita dihal: ob intenzivnejšem ali daljšem izpostavljanju uporabiti dihalni aparat, ki je neodvisen od krožečega zraka pri manjši obremenitvi zadostuje zaščitna maska s filtrom
- Zaščita rok: rokavice
- Zaščita oči: zaščitna očala, ki dobro tesnijo ali obrazni ščit
- Zaščita kože: odporna obleka

## Ravnanje z nevarno snovjo/pripravkom in skladiščenje
Zavarovati pred mehanskimi poškobami. Priporočljivo je shranjevanje na prostem. V kolikor se skladišči v zaprtih prostorih morajo biti prostori opremljeni za shranjevanje tekočin in ognjevzdržni. Hraniti ločeno od oksidantov. Hraniti ločeno od virov vžiga. Ne kaditi.
Vedno pri pretovoru ali vzdrževanju objektov nositi zaščitno obleko in očala ali masko. Po zadrževanju v takih prostorih priporočeno umivanje rok, obraza, čela in vratu. Zamenjati obleko. Prepovedano vnašaje hrane v skladiščne prostore. 
Prazni vsebniki se smatrajo kot nevaren odpadek in zanje veljajo vsi varnostni ukrepi predpisani za to nevarno snov.

## Nadzor nad izpostavljenostjo/varnost in zdravje pri delu
Pri uporabi snovi je potrebno poskrbeti za sistem centralnega odsesovanja hlapov za preprečevanje nastajanja eksplozivne mešanice. Priporočljive so lokalne odsesovalne naprave na delovnih mestih kjer se snov uporablja, da se prepreči širjenje hlapov po celotnem prostoru. 
Če ni možno zagotoviti zadostnega odsesovanja oziroma nizke koncentracije hlapov v zraku, morajo osebe, ki delajo z snovjo uporabljati zrakotesno obleko in dihalni aparat z zunanjim dotokom zraka. 
V vsakem primeru pa morajo osebe, ki delajo z snovjo uporabljati zaščitno obleko za kemikalije, očala in  zaščitno obutev, da se prepreči stik snovi z kožo.
V bližini delovnega mesta morajo biti nameščeni umivalniki v katerih se lahko sperejo deli kože, ki so bili v stiku z nevarno snovjo.

## Fizikalne in kemijske lastnosti
Dimetilsulfat je brez barve,vonja in zelo strupena tekočina.Vrelišče ima pri 188.5 °C.Slabo topen je v vodi.V alkoholu je topen s počasno reakcijo aceton,eter.

## Obstojnost in reaktivnost
Snov je stabilna pod normalnimi pogoji skladiščenja in uporabe.
Pri gorenju se sprošča ogljikov monoksid in ogljikov dioksid.
Reagira pri mešanju z močnimi bazami, kocentriranim amoijakom, amonijevim hidroksidom in kovinskimi solmi.
Preprečiti stik snovi z toploto, izvori vžiga in snovmi s katerimi reagira.

## Toksikološki podatki
Njegova toksičnost je spodbuditi uporabo drugih metil reagentov.Metil reagenti so Metil jodid in Dimetil karbonat.

## Zakonsko predpisani podatki o predpisih
| Opozorilni stavki (R)                            | Obvestilni stavki (S)                                                                            |
| ------------------------------------------------ | ------------------------------------------------------------------------------------------------ |
| R20 –Zdravju škodljivo pri vdihovanju.           | S45 -Ob nezgodi ali slabem počutju,takoj poiskati zdravniško pomoč.Po možnosti pokazati etiketo. |
| R22 -Zdravju škodljivo pri zaužitju.             | S53 -Izogibati se izpostavljanju,pred uporabo pridobiti posebna navodila.                        |
| R23 -Strupeno pri vdihovanju.                    |                                                                                                  |
| R25 -Strupeno pri zaužitju                       |                                                                                                  |
| R26 -Zelo strupeno pri vdihovanju.               |                                                                                                  |
| R34 -Povzroča opekline.                          |                                                                                                  |
| R36/37/38 -Draži oči,dihala in kožo.             |                                                                                                  |
| R43 -Stik s kožo lahko povzroči preobčutljivost. |                                                                                                  |
| R45 -Lahko povzroči raka.                        |                                                                                                  |
| R68 -Možna nevarnost trajnih okvar zdravja.      |                                                                                                  |